# 20059 Debswoboda
20059 Debswoboda è un asteroide della fascia principale esterna. Scoperto nel 1993, presenta un'orbita caratterizzata da un semiasse maggiore pari a 2,985685 UA e da un'eccentricità di 0,090553, inclinata di 9,258037° rispetto all'eclittica.